# Nicolas Spierinck

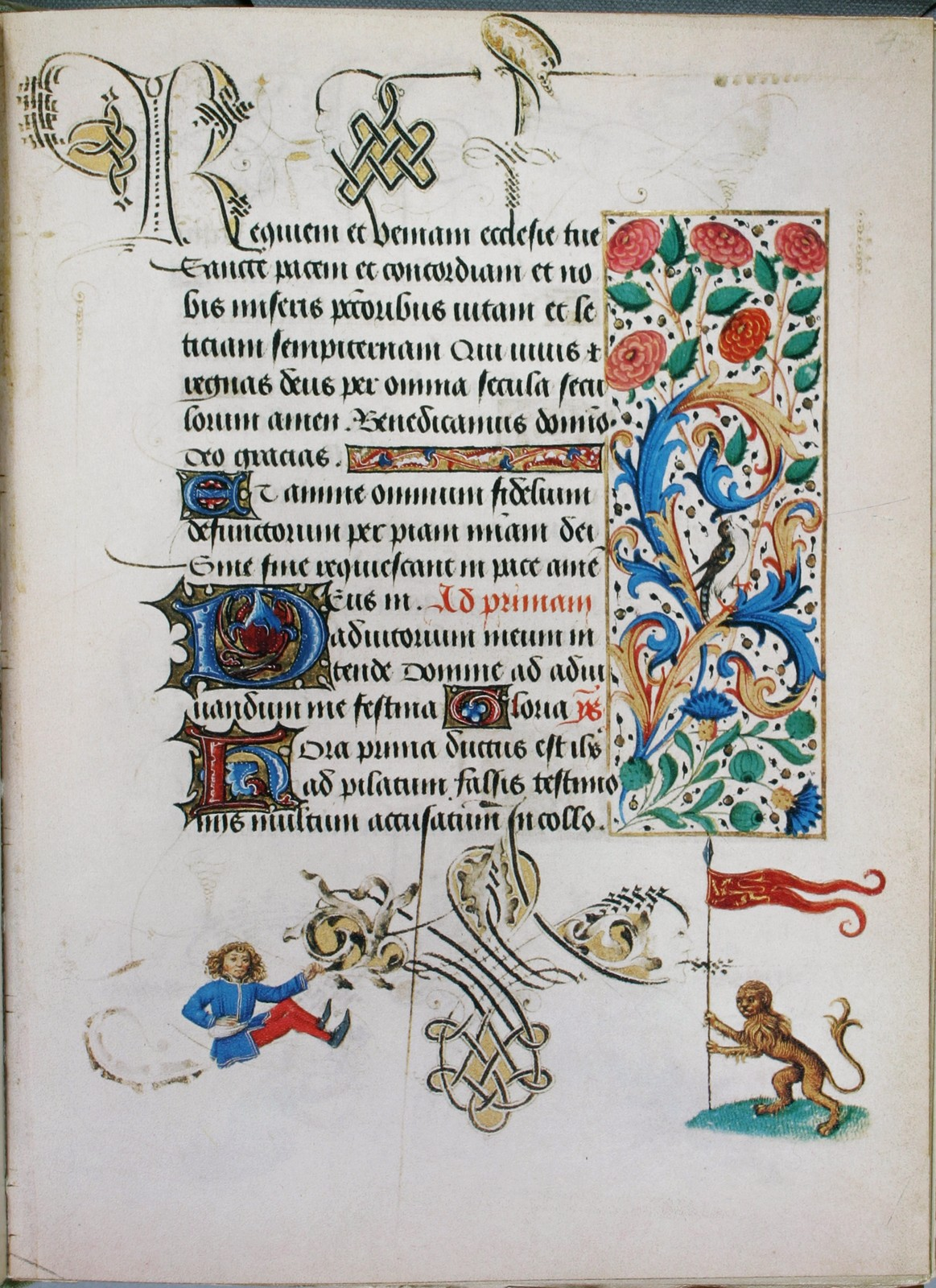
Seite aus dem Stundenbuch der Maria von Burgund

Nicolas Spierinck († 1500 oder 1501 in Gent) war ein flämischer Buchmaler und Schreiber, der zwischen 1455 und 1499 aktiv war. Zu den ihm zugeschriebenen Werken gehört die Beschriftung des Stundenbuches der Maria von Burgund. Er studierte Medizin an der Universität Louvain, wechselte später seinen Beruf, wurde Schreiber und Illuminator und zog nach Gent, wo er Erfolg und Reichtum fand. Es ist bekannt, dass er mit Lieven van Lathem und dem Meister der Maria von  Burgund am Gebetbuch, dem Stundenbuch, gearbeitet hat.